# باباخسرو
باباخسرو (بالفارسية: باباخسرو) هي قرية تقع في قسم بشتكوة موغوئي الريفي (مقاطعة فريدون شهر) في إيران. يقدر عدد سكانها بـ 11 نسمة بحسب إحصاء 2016.